# Megan Lukan
Megan Lukan, född 14 februari 1992, är en kanadensisk rugbyspelare.
Lukan tävlade för Kanada vid olympiska sommarspelen 2016 i Rio de Janeiro. Hon var en del av Kanadas lag som tog brons i sjumannarugby.